# ماركوس بيريز
ماركوس بيريز ايشيمبرج (بالبرتغالية: Markus Perez Echeimberg؛ مواليد 22 يونيو 1990) هو مُقاتل فنون قتالية مختلطة برازيلي.

## وصلات خارجية
- ماركوس بيريز على موقع يو إف سي (الإنجليزية)
- ماركوس بيريز على موقع شيردوغ (الإنجليزية)
- ماركوس بيريز على موقع IMDb (الإنجليزية)
- ماركوس بيريز على موقع قاعدة بيانات الفيلم (الإنجليزية)